# لاکهید مارتین ایکس-۳۵
لاکهید مارتین ایکس-۳۵ یک هواپیمای جنگنده آزمایشی پیشنهاد شده توسط شرکت لاکهید مارتین برای پروژهٔ جنگنده تهاجمی مشترک بود و در رقابت با هواپیمای بوئینگ ایکس-۳۲ (پیشنهاد شده توسط بوئینگ) در نهایت برای پروژه انتخاب شد.
این هواپیما در قالب پروژهٔ جنگنده تهاجمی مشترک به لاکهید مارتین اف-۳۵ لایتنینگ ۲ توسعه یافته‌است.

## مشخصات

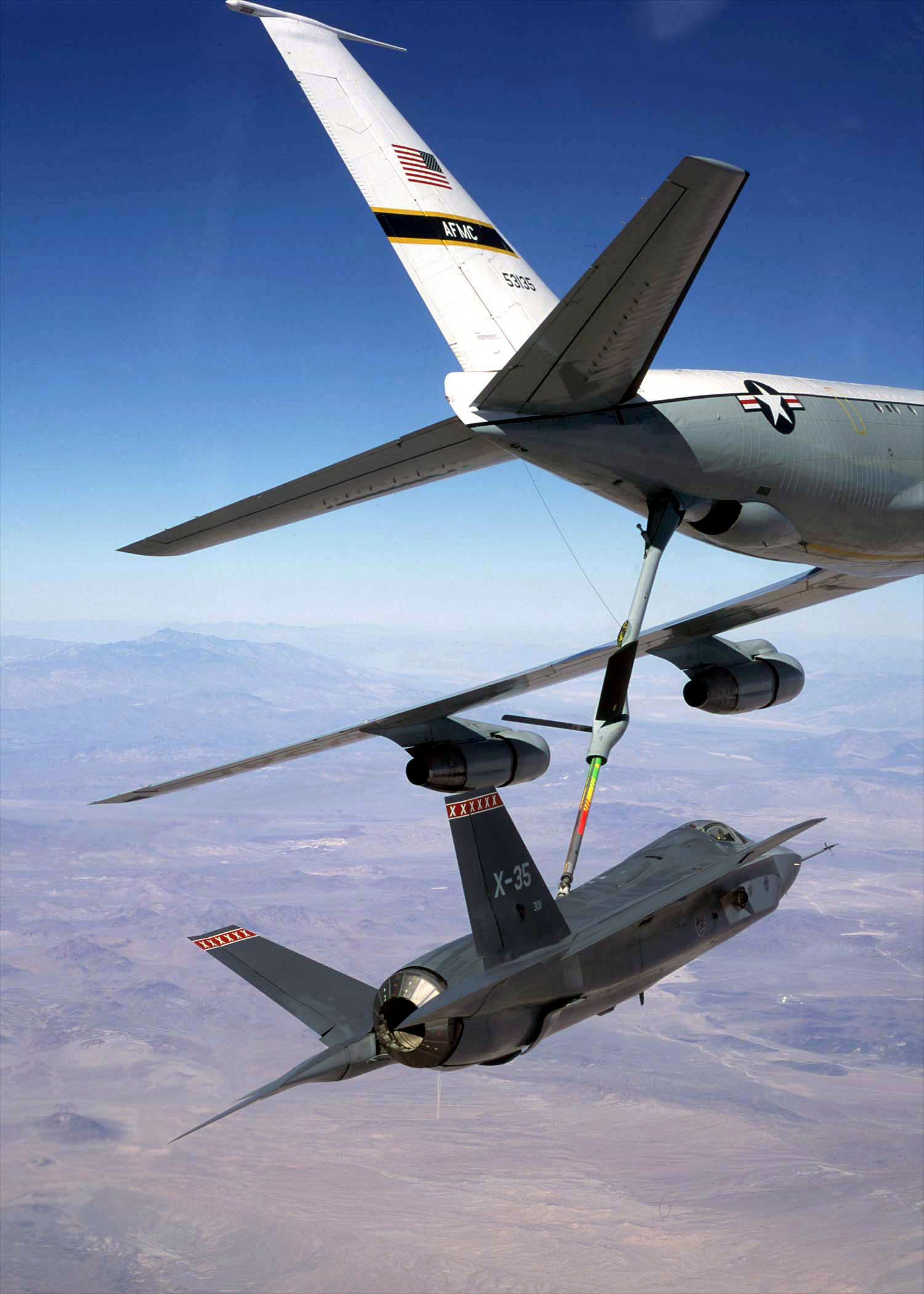
ایکس-۳۵ درحال آزمایش سوختگیری هوایی

منبع اطلاعات Lockheed Martin
مشخصات عمومی
- خدمه: ۱
- طول: 50 ft 6 in (15.37 m)
- پهنای بال: 35 ft 0 in (10.65 m)
- ارتفاع: 17 ft 4 in (5.28 m)
- بال: مساحت 459.6 ft۲ (42.7 m۲)
- وزن خالی: ۲۶٬۰۰۰ lb (۱۱٬۷۹۳ کیلوگرم)
- وزن بارگیری: 44,400 lb (19,960 kg)
- بیشینه وزن برخاست: 60,000 lb (27,220 kg)
- پیشرانه: ۱× afterburning توربوفن coupled to Rolls-Royce Lift System to give 18,000 lbf (80 kN) lift thrust پرت اند ویتنی اف۱۳۵
  - نیرو ی خشک: 28,000 lbf (128 kN) هرکدام
  - نیرو با پس سوز 43,000 lbf (191 kN) هرکدام

 عملکرد 
- سرعت بیشینه: عدد ماخ ۱٫۶ (1,200 mph, 1930 km/h)
- برد: approx. 1,200 مایل دریایی (roughly 2,222 km) on internal fuel
- نرخ اوج‌گیری: classified ()
- بارگیری بال: 91.4 lb/ft² (446 kg/m²)
- نسبت نیرو به وزن: 0.968 with full fuel, 1.22 with 50% fuel